# Lamnidae
Diffusi nelle forme attuali già nel tardo Cretaceo, i lamnidi (Lamnidae, dal greco Lamnes, squali) sono i pesci predatori viventi più grandi della Terra. Sfuggiti alla grande estinzione di 65,95 milioni di anni fa, l'evoluzione ha portato ai giorni nostri 5 specie raggruppate in 3 generi. Sono stati per lungo tempo chiamati Isuridae.

## Descrizione
Il corpo è estremamente idrodinamico, con muso appuntito e forma allungata, sottile alle estremità. La pinna caudale è quasi simmetrica, caratteristica peculiare della famiglia. La pinna dorsale è alta, triangolare, così come tutte le altre. Possiedono la pinna adiposa e due pinne anali, la prima delle quali nasconde gli organi sessuali.
Le mascelle sono forti e massicce, provviste entrambe di alcune file (fino a 5) di denti aguzzi lunghi alcuni cm che vengono sostituiti frequentemente per mantenerne il filo.
Le dimensioni di questi pesci sono tra le più grandi e variano da 3 fino a oltre 6 metri, secondo la specie.

## Riproduzione
Sono pesci ovovivipari, partoriscono cioè avannotti dopo aver incubato le uova fecondate nel corpo della madre. Una peculiarità della famiglia è che i piccoli, ancora nel ventre materno, si nutrono prima del sacco vitellino e poi anche delle uova non fecondate e degli altri feti, prima di essere partoriti.

## Interazione con l'uomo
I Lamnidi possono attaccare anche l'uomo, scambiandolo per foche o leoni marini. A questa famiglia appartiene il celebre squalo bianco, uno degli squali più spesso coinvolti in attacchi agli esseri umani. Tutti i membri della famiglia, comunque, devono essere considerati potenzialmente pericolosi per l'uomo.

## Tassonomia
- Genere †Carchariolamna Hora, 1939
  - †Carchariolamna heroni Hora, 1939
- Genere Carcharodon Smith, 1838
  - Carcharodon carcharias (Linnaeus, 1758) - Grande squalo bianco
  - †Carcharodon caifassii Lawley, 1876
  - †Carcharodon hubbelli Ehret, Macfadden, Jones, Devries, Foster & Salas-Gismondi, 2012 - Squalo bianco di Hubbell
- Genere †Corax Agassiz 1843
- Genere †Cosmopolitodus Glikman, 1964
  - †Cosmopolitodus hastalis Agassiz, 1843 - Mako dai denti larghi
- Genere †Carcharomodus
  - †Carcharomodus escheri Agassiz, 1843
- Genere Isurus Rafinesque, 1810
  - Isurus oxyrinchus Rafinesque, 1810 - Mako pinne corte
  - Isurus paucus Guitart-Manday, 1966 - Mako pinne lunghe
  - †Isurus desori Agassiz, 1843
  - †Isurus flandricus Leriche, 1910
  - †Isurus minutus Agassiz, 1843
  - †Isurus nakaminatoensis Saito, 1961
  - †Isurus planus Agassiz, 1856
  - †Isurus praecursor Leriche, 1905
  - †Isurus rameshi Mehrotra, Mishra & Srivastava, 1973
- Genere †Isurolamna Cappetta, 1976
  - †Isurolamna affinis Casier, 1946
  - †Isurolamna bajarunasi Glikman & Zhelezko, 1985
  - †Isurolamna gracilis Le Hon, 1871
  - †Isurolamna inflata Leriche, 1905
- Genere †Karaisurus Kozlov in Zhelezko & Kozlov, 1999
  - †Karaisurus demidkini Kozlov in Zhelezko & Kozlov, 1999
- Genere †Lamiostoma Glikman, 1964
  - †Lamiostoma belyaevi Glikman, 1964
  - †Lamiostoma stolarovi Glikman & Zhelezko in Zhelezko & Kozlov, 1999
- Genere Lamna Cuvier, 1816
  - Lamna ditropis Hubbs & Follett, 1947 - Squalo salmone
  - Lamna nasus Bonnaterre, 1788 - Smeriglio
  - †Lamna attenuata Davis, 1888
  - †Lamna carinata Davis, 1888
  - †Lamna hectori Davis, 1888
  - †Lamna marginalis Davis, 1888
  - †Lamna quinquelateralis Cragin, 1894
  - †Lamna trigeri Coquand, 1860
  - †Lamna trigonata Agassiz, 1843
- Genere †Lethenia Leriche, 1910
  - †Lethenia vandenbroecki Winkler, 1880
- Genere †Macrorhizodus Glikman, 1964
  - †Macrorhizodus americanus Leriche, 1942
  - †Macrorhizodus nolfi Zhelezko, 1999